# Banha (Egito)
Banha ou Benha (em árabe: بنها) é uma cidade no nordeste do Egito, capital da província de Qalyubia. Os egípcios a chamam de Banha el-Asal que significa "doce como mel".
Banha está localizada na margem leste do Rio Nilo, e sua população total é de 158.389 habitantes.
Banha é composta por vários distritos entre eles: El-Vilal, Banha El-Gedida, Attrib, El-Manshia, El-Shedia, El-Balad Wist, El-Haras el-Watany, El-Nour Manshit e Hay El-Zehour.

## Agricultura
Banha possui terras férteis e bem irrigados por canais da Barragem do Delta, que tem distância de 30 quilômetros á Banha, que produzem trigo ae algodão. Desde os tempos antigos,  Banha tem sido conhecido por produzir um ingrediente de perfume, vindo de essência aromática de rosas.

## Vestígios arqueológicos
Banha é uma das cidades mais antigas do Egito, que são chamadas de Athribis, foi a capital do  Baixo Egito entre 1500 aC C.